# Димче Гечевски
Димче Гечевски Диме (Кавадарци, 30. септембар 1926 — Београд, 13. јул 2001) био је македонски новинар, учесник Народноослободилачке борбе, сарадник Радио-телевизије Београд и филмски глумац.

## Биографија
Гечевски је рођен у Кавадарцима 1926. године. У Народноослободилачком покрету учествовао је од октобра 1944. године до краја Другог светског рата, након којег је послат је у Харков у Совјетском Савезу на обуку за пилота. Вратио се у Југославију 1948. године.
Од 1960. до 1965. године радио је на Телевизији Скопље. Након тога наставља новинарску каријеру у Радио-телевизији Београд, где је радио до пензионисања 1980. године. Бавио се документаристиком и продукцијом телевизијског програма.
Поред новинарског рада, глумио је у два значајна филма македонске кинематографије: Фросина, 1952. године, и Мис Стоун 1958. године, који су снимани у Македонији.